# Glioxissomos
Glioxissomos são organelas do tipo peroxissoma encontradas em plantas, mais especificamente nas sementes em germinação. Como em todos os peroxissomas, nos glioxissomos os ácidos graxos são hidrolisados em acetil-CoA por enzimas de β-oxidação peroxisomal. Além das funções peroxissomais, os glioxissomos possuem  duas enzimas exclusivas, que fazem parte do ciclo do glioxilato, a isocitrato-liase, que catalisa a quebra do isocitrato em succinato e glioxalato, e a malato sintetase, que catalisa a condensação de glioxalato com acetil-CoA para formar malato. O succinato produzido na catálise feita pela isocitrato-liase pode ser transportado para a mitocôndria, onde ele entra no ciclo do ácido cítrico e é transformado em malato, que pode ser transportado para o citosol, onde é transformado em oxalacetato e passa a fazer parte da via de gliconeogênese.
Assim, os glioxissomos contêm enzimas que iniciam a quebra de ácidos graxos e, adicionalmente, possuem enzimas que produzem substâncias intermediárias para a síntese de açúcares da gliconeogênese. As mudas usam esses açúcares sintetizados a partir de gorduras até que estejam maduras o suficiente para produzi-los por meio da fotossíntese.
Os glioxissomos também participam da fotorrespiração e do metabolismo do nitrogênio em nódulos radiculares.